# Fejes Pál
Fejes Pál (Makó, 1931. január 13. – Szeged, 2016. szeptember 8.) magyar fizikai kémikus, alkalmazott matematikus, egyetemi tanár. A Magyar Tudományos Akadémia Műszaki Kémiai Komplex Bizottság tagja. A kémiatudományok kandidátusa (1958), doktora (1966).

## Életpályája
Szülei: Fejes Pál és Vrecznik Irma voltak. 1937-1941 között Makón végezte el elemi iskoláit. 1941-1949 között a Csanád Vezér Állami Gimnázium diákja volt. 1949-1953 között a Veszprémi Vegyipari Egyetem hallgatója volt. 1953-1957 között a BME-n Schay Géza aspiránsa volt. 1957-1968 között a Magyar Tudományos Akadémia Központi Kémiai Kutató Intézet osztályvezetője volt. 1958-1963 között az ELTE TTK alkalmazott matematika szakán tanult. 1964-ben Baltimore-ban Ford-ösztöndíjas volt. 1967–1969 között az ELTE előadója volt. 1968-1970 között a Magyar Tudományos Akadémia Izotóp Intézetének osztályvezetője volt. 1971-2001 között a József Attila Tudományegyetem tanára, 1971-1996 között tanszékvezetője volt. 1978-ban a Dortmundi Egyetem vendégprofesszora volt. 1980-1996 között a Műszaki és Természettudományi Egyesületek Szövetségének Csongrád megyei szervezetének elnöke volt. 1992-ben habilitált. 2001-ben nyugdíjba vonult. 2003-tól emeritus professzor.
Kutatási területe a zeolitkémia és a heterogén katalízis. Hobbija az ókortörténet és az epigráfia kutatása volt.

## Művei
- Mit írtak az ősmagyarokról 46 000 évvel ezelőtt? Heraldika Kiadó, 2009
- Az ősmagyar történelem epigráfiai gyöngyszemei. Heraldika Kiadó, 2010
- A magyar őstörténelemről szóló leletek itthon és szerte a világban. Heraldika Kiadó, 2012

## Díjai
- MTESZ-díj (1998)[2]